# Cole Hamels
Cole Hamels é um jogador profissional de beisebol estadunidense e joga no Philadephia Phillies. Ele foi eleito o jogador mais valioso da World Series de 2008.

## Carreira
Cole Hamels foi campeão da World Series 2008 jogando pelo Philadelphia Phillies. Na série de partidas decisiva, sua equipe venceu o Tampa Bay Rays por 4 jogos a 1.